# 1954年新加坡
|        | 新加坡歷史 |
| 世紀： | 19世紀新加坡 \| 20世紀新加坡 \| 21世紀新加坡                                                                                                 |
| 年代： | 1920年代新加坡 \| 1930年代新加坡 \| 1940年代新加坡 \| 1950年代新加坡 \| 1960年代新加坡 \| 1970年代新加坡 \| 1980年代新加坡                   |
| 年份： | 1950年新加坡 \| 1951年新加坡 \| 1952年新加坡 \| 1953年新加坡 \| 1954年新加坡 \| 1955年新加坡 \| 1956年新加坡 \| 1957年新加坡 \| 1958年新加坡 |
| 紀年： | 甲午年（马年）、新加坡开埠135周年 |

## 领导人
- 新加坡總督: 列誥爵士 → 柏立基爵士

## 大事紀

### 2月
- 2月22日：林德宪法出炉，随即在议会上通过並在1955年2月8日予以实行。[1][2]

### 5月
- 5月13日：反國民服役騷亂爆发，原来的和平示威演逐渐变为暴力事件。[3]

### 8月
- 8月21日：新加坡勞工陣線成立，该党将在1955年至1958年間成为新加坡的執政黨。[4]

### 10月
- 10月27日：新加坡第一所理工学院——新加坡理工学院成立。[5]

### 11月
- 11月21日：新加坡人民行动党成立，该党将从1959年开始在新加坡执政至今。[6]

## 出生
1月6日：王景荣，政治人物。
4月9日：林勋强，人民行动党籍政治人物。
5月9日：何炳基，法律学者及人民行动党籍政治人物。
7月13日：林瑞生，人民行动党籍政治人物。
8月23日：哈莉玛·雅各布，新加坡第8任總統，前人民行动党籍政治人物。
9月13日：杨荣文，人民行动党籍政治人物。
12月27日：张志贤，国务资政，人民行动党籍政治人物。